# El Carbó
El Carbó o Es Carbó és una platja del terme de ses Salines, a l'extrem sud-oriental de Mallorca. De vegades s'anomena impròpiament Cala Carbó, ja que no és una cala.
El Carbó és una platja extensa, d'uns 1400 metres de llargada i 45 d'amplada, que s'estén entre la platja des delfí i la punta de na Tianeta. A la platja s'hi poden distingir dos sectors: un primer sector comprès entre la platja des delfí i la Punta de s'Alfàbia, orientat cap a ponent, i un segon sector, entre aquesta punta i la punta de na Tianeta, orientat cap a llebeig, que al seu extrem es tanca altre cop cap a ponent per tancar la petita badia, al fons de la qual hi ha la platja. El primer sector és es Carbó pròpiament dit. El segon és també conegut amb el nom de sa platja de ses Roquetes.
La platja és d'arena blanca i molt fina, tot i que no tan fina com a les platges veïnes d'es Trenc i sa Ràpita, ja dins el terme de Campos. Les aigües són completament cristal·lines. La punta de s'Alfàbia és al mig de la platja i és completament arenosa, constituïda per una duna d'una alçada considerable, d'uns 6 o 7 metres, orientada cap a llebeig.
La platja és completament verge i una de les més ben conservades de Mallorca. Només és freqüentada al mes d'agost per nombroses embarcacions, però així i tot, l'arena està molt poc ocupada per banyistes. Tota la platja es troba dins l'emblemàtica possessió de sa Vall, i per això l'accés des de l'interior està fortament restringit: només hi poden accedir els que puguin acreditar que estan empadronats a ses Salines. L'única alternativa per accedir-hi des de terra és, doncs, caminar bordejant la costa des del nucli turístic de sa Colònia de Sant Jordi, a uns dos quilòmetres de distància.
A la zona hi abunden els illots, entre els quals destaquen na Guardis, on es conserven restes púniques, i especialment na Moltona, just davant es Carbó, separada de la costa per un braç de mar poc profund d'uns 300 metres, i on hi viu una espècie endèmica de sargantana. El conjunt d'illots i la platja són d'un valor paisatgístic espectacular. Davant la platja, a més de l'illot de na Moltona, també n'hi ha d'altres de menor interès, com na Pelada, l'illot gros de na Moltona, l'illot petit de na Moltona i l'illot de ses Roquetes. Aquests tres darrers es poden considerar, però, simples esculls.
La platja és poc profunda i no és perillosa per als banyistes, tot i que no està vigilada i no disposa de cap servei. És una platja resguardada i no s'hi produeixen corrents perillosos.